# SIG Sauer P225
Die Pistole SIG Sauer P225 ist eine Modellvariante aus der SIG-P220-Serie.

## Technik
Die Waffe hat keinen außen liegenden Sicherungshebel. Das bedeutet, dass die Pistole P6 fertig durchgeladen stets schussbereit ist. Nach dem Laden ist die Pistole, sofern sie nicht unmittelbar benutzt werden soll, mit dem links angebrachten Entspannhebel zu entspannen. Dabei wird das Schlagstück („Hammer“) kontrolliert nach vorne gebracht, ohne dass die Gefahr des Zündens der Patrone besteht, denn der Schlagbolzen ist dabei durch die interne Schlagbolzensicherung blockiert. Die interne Schlagbolzensicherung wird erst dann außer Kraft gesetzt, wenn das Abzugszüngel nach hinten gezogen wird und einen bestimmten Punkt des Abzugsweges erreicht hat. Wird dann das Schlagstück ausgelöst, kann nun der Schlagbolzen gegen den Anpressdruck der Schlagbolzenfeder nach vorne beschleunigt werden und die Patrone durch Schlag auf das Anzündhütchen zünden.
Ist die Pistole geladen und entspannt, kann der erste Schuss über den Spannabzug oder nach manuellem Zurückziehen des Hahns vorgespannt abgegeben werden. Bei vorgespannter Waffe ist das Abzugsgewicht (Widerstand am Abzugsbügel) deutlich geringer, was in der Praxis ein präziseres Schießen ins Ziel ermöglicht. Bauartbedingt ist die Waffe nach der ersten Schussabgabe automatisch vorgespannt. Bei Zündversagen einer Patrone kann diese durch manuelles Zurückziehen des Schlittens "herausrepetiert" werden. Die Waffe ist dann mit der nächstfolgenden Patrone im Lauf (aus dem Magazin zugeführt) vorgespannt schussbereit. 

## Verwendung
Die P6 ist eine Dienstwaffe der deutschen Polizei. Sie ist eine nur leicht abgeänderte Variante der P225. Der Abzugswiderstand ist in beiden Abzugsmodi etwas größer. Der Sporn des Schlagstücks („Deformationssporn“) ist mit einer Ausfräsung versehen. Dies dient als Indikator für einen Schlag/Fall auf das Schlagstück, da hierbei der Schlagbolzen und/oder die interne Sicherung beschädigt werden könnten.